# Eoneustes
Eoneustes è un genere estinto di rettili marini, appartenente ai crocodilomorfi. Visse nel Giurassico medio (Bajociano - Batoniano, circa 168 - 167 milioni di anni fa) e i suoi resti fossili sono stati ritrovati in Francia. 

## Descrizione
Questo animale, nonostante fosse imparentato con i coccodrilli, possedeva un'anatomia molto diversa: come tutti i suoi stretti parenti (ad esempio Metriorhynchus e Gracilineustes), doveva possedere un corpo privo di corazza (o comunque con corazza ridotta) e quattro arti molto corti (in particolare il paio anteriore) e trasformati in strutture simili a pagaie. Il cranio era allungato e assottigliato anteriormente, e munito di denti conici e aguzzi. 

## Classificazione
Eoneustes fa parte dei metriorincoidi, un gruppo di rettili simili a coccodrilli che ben si adattarono all'ambiente marino nel corso del Giurassico. A causa di alcune caratteristiche primitive nel cranio, Eoneustes non è considerato un vero e proprio metriorinchide, bensì una forma basale, forse vicina all'origine del gruppo. 
Il genere Eoneustes è stato istituito nel 2010, per accogliere due specie precedentemente attribuite ai generi Metriorhynchus e Teleidosaurus. La specie tipo, Eoneustes gaudryi, è basata su vari fossili: l'olotipo (un cranio parziale) e un esemplare attribuito ritrovati in Côte d'Or in Burgundia, e un altro cranio incompleto dalla regione di Alpes-de-Haute-Provence; tutti questi resti provengono da strati al limite tra Bajociano e Batoniano. Un'altra specie è Eoneustes bathonicus, il cui olotipo (ritrovato nella regione di Calvados in Normandia e proveniente da strati del Batoniano) è andato distrutto durante la seconda guerra mondiale. Il fossile venne descritto per la prima volta da Mercier, nel 1933.